# والتر كولز (سياسي)
والتر كولز (بالإنجليزية: Walter Coles)‏ هو سياسي أمريكي، ولد في 8 ديسمبر 1790، وتوفي في 9 نوفمبر 1857 في تشاتهام في الولايات المتحدة. حزبياً، نشط في الحزب الديمقراطي. وقد انتخب عضو مجلس نواب الولايات المتحدة عن ولاية فرجينيا وانتخب عضو مجلس النواب الأمريكي.